# Дюпон, Альфред
Альфред Виктор Дюпон (англ. Alfred Victor Philadelphe du Pont; 11 апреля 1798, Париж — 4 октября 1856, Делавэр) — американский химик и промышленник, старший сын и преемник Элетера Дюпона, основателя одной из крупнейших в мире химических компаний DuPont. DuPont выпускает широкий спектр химических материалов, ведя обширные инновационные исследования в этой области. Компания является изобретателем множества уникальных полимерных и иных материалов, среди которых неопрен, нейлон, тефлон, кевлар, майлар, тайвек и др.
Альфред Дюпон родился в Париже в 1798 году. Был привезён родителями в Америку в 1800 году, будучи младенцем, и вырос возле химической фабрики, основанной в 1802 году его отцом в штате Делавэр. Учился в колледже в штате Пенсильвания, а затем изучал химию в Dickinson College. Там он стал другом профессора Томаса Купера. Позже он стал его помощником в Университете Пенсильвании. Альфред Дюпон женился в 1824 году на Маргарет «Молли» Ла Мотт (Margaretta Elizabeth "Molly" La Motte (Lammot), 1807—1898), у них с женой было семь детей.
В 1818 году Дюпон вернулся домой, чтобы помочь отцу перестроить компанию после катастрофического взрыва, который убил 33 человека и ранил его мать. В то время его увлекла химия и новые достижения в химической отрасли. Он стал главой компании в 1837 году. Это была трудная должность для него. В 1850 году он ушел в отставку из-за плохого здоровья.
Альфред Дюпон умер 4 октября 1856 года.